# Dejan Trajkovski
Dejan Trajkovski (sinh 14 tháng 4 năm 1992) là một hậu vệ bóng đá Slovenia thi đấu cho Puskás Akadémia.

## Sự nghiệp quốc tế
Trajkovski được triệu tập lần đầu tiên vào đội tuyển Slovenia tham gia vòng loại UEFA Euro 2016 trước San Marino vào tháng 10 năm 2015. Anh ra mắt đội tuyển một năm sau đó, ngày 11 tháng 11 năm 2016 trước Malta.

## Cuộc sống cá nhân
Anh có một người em sinh đôi tên là Tadej, cũng là một cầu thủ bóng đá, thi đấu ở vị trí thủ môn.

## Danh hiệu
Maribor
- Slovenian Championship (3): 2011–12, 2012–13, 2013–14
- Cúp bóng đá Slovenia (2): 2011–12, 2012–13
- Siêu cúp bóng đá Slovenia (3): 2012, 2013, 2014